# Neuhausen-Nymphenburg
Neuhausen-Nymphenburg is een stadsdeel (Duits: Stadtbezirk) van de Duitse stad München, deelstaat Beieren. Neuhausen-Nymphenburg ten westen van het stadscentrum, wordt ook aangeduid als Stadtbezirk 09.
Eind 2018 woonden er in het 12,91 km² grote Stadtbezirk 98.814 inwoners. De omliggende stadsdelen zijn in het noorden Moosach, in het noordoosten Milbertshofen-Am Hart, in het oosten Schwabing-West en Maxvorstadt, in het zuidoosten Schwanthalerhöhe, in het zuiden Laim en in het westen Pasing-Obermenzing.
Het Stadtbezirk is ontstaan in 1992 bij de districtsreorganisatie door de fusie van de voormalige Stadtbezirke Neuhausen en Nymphenburg. Het huidige stadsdeel bestaat uit de volgende zes wijken, met de twee grootste wijken voorop:
1. Neuhausen
2. Nymphenburg
3. Oberwisenleid
4. St. Vinzenz
5. Alte Kaserne
6. Dom Pedro

Het stadsdeel en de wijk verwijzen met hun naam naar Slot Nymphenburg, het barok slot, dat de zomerresidentie vormde van het Beierse Hof, vanaf 1664 gebouwd door de Italiaanse architect Agostino Barelli in opdracht van de Wittelsbachse keurvorst Ferdinand Maria van Beieren.
Het stadsdeel wordt ontsloten door de metrostations Gern, Rotkreuzplatz en Maillingerstraße gelegen aan de U1-metrolijn van de U-Bahn van München (en de versterkingslijn U7).
Allach-Untermenzing · 
Altstadt-Lehel · 
Au-Haidhausen · 
Aubing-Lochhausen-Langwied · 
Berg am Laim · 
Bogenhausen · 
Feldmoching-Hasenbergl · 
Hadern · 
Laim · 
Ludwigsvorstadt-Isarvorstadt · 
Maxvorstadt · 
Milbertshofen-Am Hart · 
Moosach · 
Neuhausen-Nymphenburg · 
Obergiesing-Fasangarten · 
Pasing-Obermenzing · 
Ramersdorf-Perlach · 
Schwabing-Freimann · 
Schwabing-West · 
Schwanthalerhöhe · 
Sendling · 
Sendling-Westpark · 
Thalkirchen-Obersendling-Forstenried-Fürstenried-Solln · 
Trudering-Riem · 
Untergiesing-Harlaching